# Sömmerda
Sömmerda ist die Kreisstadt des gleichnamigen Landkreises in Thüringen. Die Stadt liegt etwa 20 Kilometer nördlich von Erfurt, ist ein Mittelzentrum und war Standort der Elektroindustrie (Fujitsu Technology Solutions), deren Vorläufer die mechanischen Fabriken von Johann Nicolaus von Dreyse waren. Sie prägten die Stadt seit 1840 maßgeblich und sorgten für das Wachstum der ehemaligen unbedeutenden Ackerbürgerstadt zur Industriestadt.

## Geografie

### Geografische Lage
| Goslar (130 km) Nordhausen (60 km) 0 | Quedlinburg (110 km) Kyffhäuser (45 km) 0   | Berlin (300 km) Halle (Sa.) (100 km) 0 |
| Mühlhausen (60 km) Kassel (170 km)   | Kompassrose, die auf Nachbargemeinden zeigt | Naumburg/Sa. (60 km) Leipzig (120 km)  |
| Gotha (50 km) Meiningen (120 km)     | Erfurt (20 km) Ilmenau (70 km)              | Weimar (30 km) Jena (55 km)            |

Sömmerda liegt im flachen, fruchtbaren Thüringer Becken an der mittleren Unstrut. Die Umgebung wird intensiv landwirtschaftlich genutzt und ist waldarm. Das Klima ist außergewöhnlich trocken und relativ mild.
Auf der nordöstlich in der Gemarkung Tunzenhausen liegenden Fläche der ehemaligen Weißenburg fand man Ascheschichten, Keramikscherben, Knochen und Eisenreste. Die damalige Burg ist wohl schon aus der frühgeschichtlichen Zeit. Die Burg wurde aber erstmals 1211 mit der Belagerung der naheliegenden Runneburg in Weißensee genannt. Sie wurde zerstört und 1248 wieder aufgebaut. Drei den Hauptwällen weit vorgelagerte Gräben sind auf einem Luftbild noch erkennbar. Bogenförmige Wälle sicherten das Burggelände gen Norden zur höher gelegenen Ebene ab.
Die Königsburg, auch Schwedenschanze genannt, lag im Überschwemmungsgelände der Unstrut dicht westlich vor Altsömmerda, Tongefäße und Eisengeräte sowie Gräber wurden gefunden. Alle Funde stammen aus dem Mittelalter.

### Nachbargemeinden
Sömmerda grenzt an folgende Gemeinden (im Uhrzeigersinn, von Norden beginnend): Griefstedt, Büchel, Etzleben, An der Schmücke, Kölleda, Großneuhausen, Kleinneuhausen, Vogelsberg, Sprötau, Schloßvippach, Großrudestedt, Werningshausen, Wundersleben und Weißensee.

### Stadtgliederung
| Ortsteil          | Fläche (km²) | Einwohner |
| ----------------- | ------------ | --------- |
| Sömmerda          | 22,91        | 15.778    |
| Frohndorf         | 8,20         | 427       |
| Leubingen         | 14,491       | 846       |
| Orlishausen       | 10,55        | 658       |
| Rohrborn          | 3,47         | 230       |
| Schallenburg      | 6,53         | 336       |
| Schillingstedt    | 6,49         | 213       |
| Stödten           | 1            | 101       |
| Tunzenhausen      | 6,69         | 462       |
| Wenigensömmern    | 7,82         | 272       |
| Sömmerda (gesamt) | 80,70        | 19.323    |

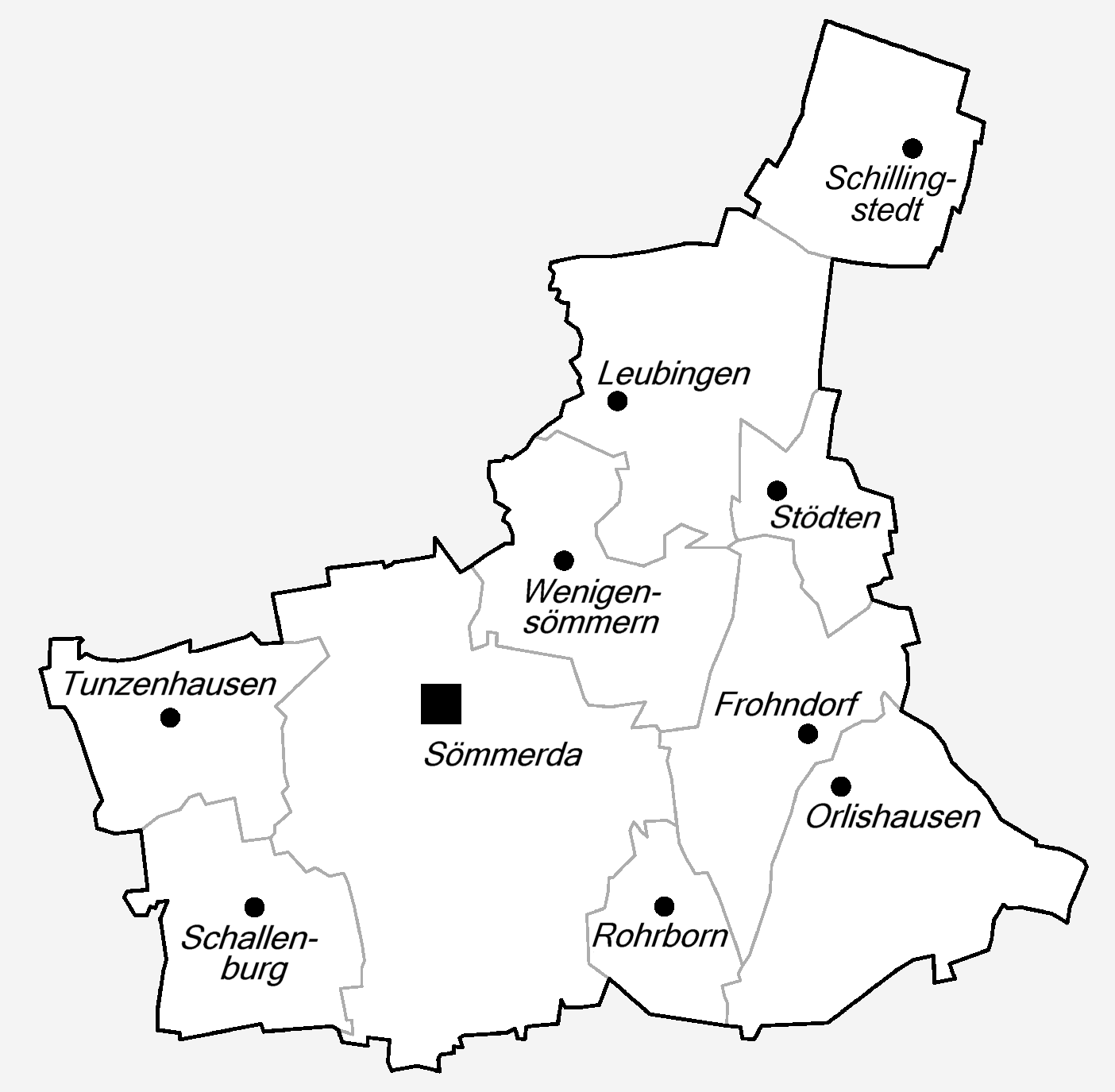
Stadtgliederung

1 die hier angegebene Fläche Leubingens enthält die Stödtens
Stand: 31.12.2023

## Geschichte

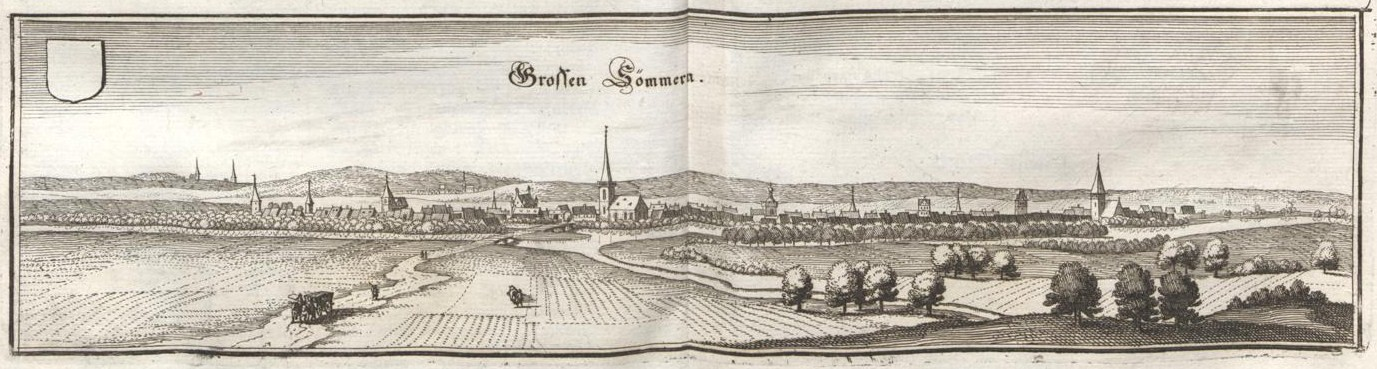
Stadtansicht nach Merian um 1650

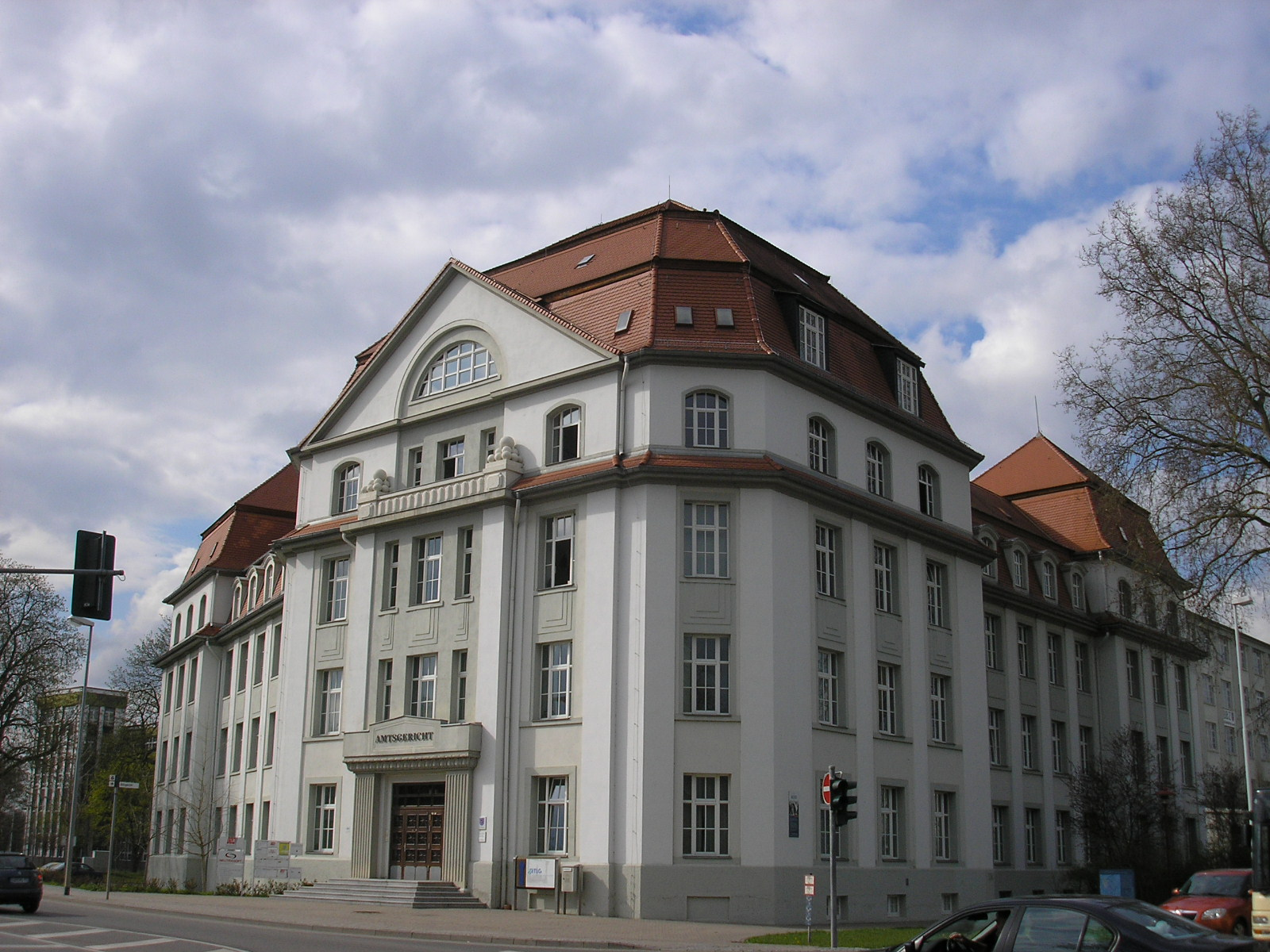
Das Gebäude des Amtsgerichts

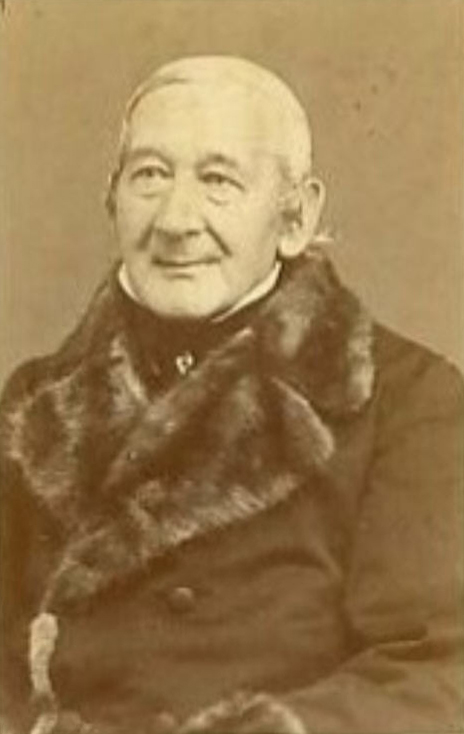
Johann Nicolaus von Dreyse (1787–1867), Erfinder des Zündnadelgewehres.

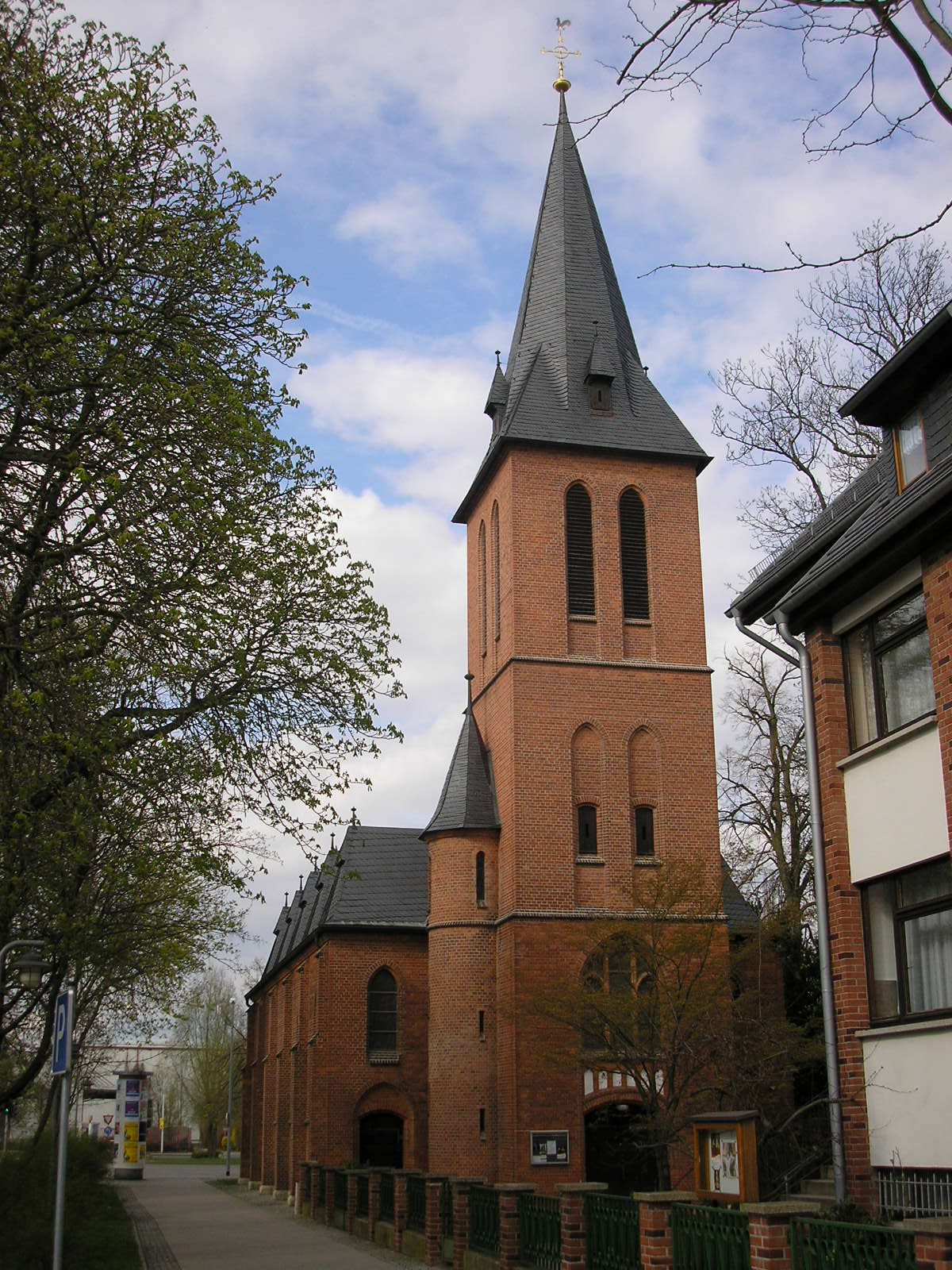
Katholische Franziskuskirche

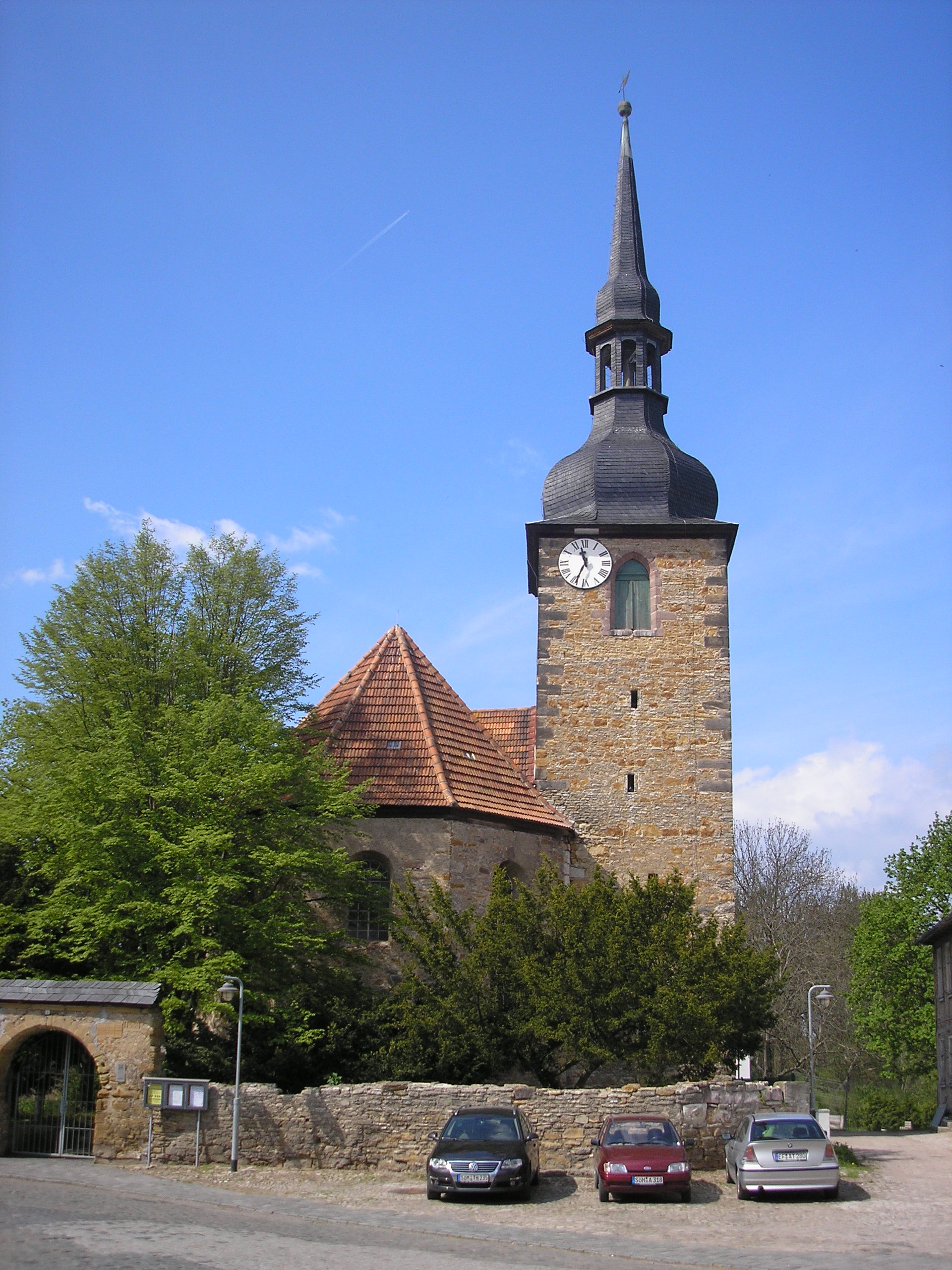
Petrikirche

### Anfänge bis 1945
Sömmerda wurde 876 erstmals urkundlich erwähnt. Um Verwechslungen mit nahe gelegenen Orten wie Mittelsömmern, Wenigensömmern oder Gangloffsömmern zu vermeiden, wurde die Stadt früher oftmals auch als Groß-Sömmerda bzw. Großensömmern bezeichnet. 918 überschrieb Konrad I. die Stadt dem Kloster Fulda. 1342 kam der Ort in den Besitz der Grafschaft Schwarzburg, die ihn 1418 an die Stadt Erfurt verkaufte, zu dessen Besitz es als Exklave bis 1802 gehörte, als es an Preußen kam. Etwa 1350 erhielt der Ort vermutlich das Stadtrecht, was aber nicht eindeutig belegt werden kann. Das 1395 erbaute Erfurter Tor und sechs Stadtmauertürme stellen die ältesten noch erhaltenen Bauwerke der Stadt dar. Die mittelalterliche Kleinstadt erstreckte sich in einem Streifen entlang der Unstrut mit zwei Siedlungskernen: der nördliche lag um den Marktplatz und der südliche um den Petriplatz. Die Stadtbefestigung bezog beide mit ein.
Während des Dreißigjährigen Krieges (1618–1648) sank die Einwohnerzahl der Stadt auf Grund von militärischen Aktivitäten, Plünderungen und Epidemien stark. Während des Mittelalters und der frühen Neuzeit gehörte Sömmerda politisch zu Erfurt und damit zu Kurmainz. Nach der Niederlage der preußischen Armee in der Schlacht bei Jena und Auerstedt stand die Stadt unter napoleonischer Herrschaft (Fürstentum Erfurt), bevor sie 1813/14 wieder zurück an das Königreich Preußen kam, zu dem sie seit 1802 gehörte. Nach dem Wiener Kongress 1814/15 begann man in Preußen mit der Schaffung von Landkreisen, wodurch die Stadt Sömmerda zum Landkreis Weißensee kam, dem sie dann bis 1952 angehörte.
Der in Sömmerda geborene Erfinder des Zündnadelgewehrs Johann Nicolaus Dreyse (ab 1864 von Dreyse) gründete 1817 zusammen mit dem Fabrikanten Kronbiegel die Metallwarenfabrik Dreyse & Collenbusch, die den Beginn der Industrialisierung in der Stadt markiert. 1840 kam es im Auftrag Dreyses zum Bau einer Gewehrfabrik und 1858 erfolgte die Gründung einer Handstrichziegelei, die sich zum Ende des 19. Jahrhunderts zu einer der größten und modernsten Ziegeleien des Deutschen Reiches entwickelte. Die in Kölleda ansässige Saal-Unstrut-Eisenbahn-Gesellschaft (SUE) eröffnete im August 1874 die Bahnstrecke Straußfurt–Großheringen („Pfefferminzbahn“) und Sömmerda erhielt damit den Anschluss an das Eisenbahnnetz. Die Elektrifizierung folgte ab 1900. 1876 gründete Carl Böttner am Stadtring von Sömmerda eine Brauerei. Auf dem Gelände befand sich bis Anfang der 1970er Jahre noch eine Kartoffelflockenfabrik.
Die Munitions- und Waffenfabrik AG, Sömmerda, vorm. v. Dreyse wurde 1901 von der Rheinischen Metallwaaren- und Maschinenfabrik AG (Rheinmetall) in Düsseldorf übernommen. Mit dem großen Bedarf des Deutschen Heeres während des Ersten Weltkriegs stieg die Belegschaft auf 10.000 Beschäftigte an. Der Friedensvertrag von Versailles machte eine Umstellung auf zivile Produkte notwendig. Das Rheinmetall-Werk Sömmerda stellte nun feinmechanische Geräte wie Schreib- und Rechenmaschinen her. Am 24. März 1920 gingen im Rahmen des Kapp-Putschs Reichswehreinheiten gegen Arbeiter vor, die die Republik verteidigen wollten. Einige von ihnen – darunter der Tierarzt Kurt Neubert – wurden gefoltert und erschossen. Während der NS-Diktatur erfuhr der 1936 mit Borsig zu Rheinmetall-Borsig fusionierte Rüstungshersteller durch die Aufrüstung der Wehrmacht einen erneuten Aufschwung. Während des Zweiten Weltkrieges wurden in Sömmerda bis zu 14.600 Menschen beschäftigt, davon rund 6.000 Zwangsarbeiter und Kriegsgefangene, die in zahlreichen Außenlagern des KZ Buchenwald in und um Sömmerda untergebracht wurden. Die Stadt blieb im Zweiten Weltkrieg unversehrt.

### Ab 1945
Am 11. April 1945 wurde Sömmerda von US-amerikanischen Truppen besetzt. Am 1. Juli 1945 folgte die Rote Armee und ganz Thüringen wurde Teil der Sowjetischen Besatzungszone.
Nach der Gründung der DDR am 7. Oktober 1949 wuchs in Sömmerda über die folgenden Jahrzehnte die Beschäftigtenzahl der seit 1919 auch Büromaschinen herstellenden Werke stetig, infolgedessen stieg auch die Einwohnerzahl der Stadt stark an. 1952 wurde die Stadt Sitz des neugebildeten Kreises Sömmerda, der zum Bezirk Erfurt gehörte. Vorher hatte die Stadt zum Landkreis Weißensee gehört.
Sömmerda war einer der Schwerpunkte des Aufstands vom 17. Juni 1953 im Bezirk Erfurt. Aus Streiks in den Großbetrieben (besonders VEB Rheinmetall) entwickelten sich Demonstrationen auf dem Marktplatz mit 10.000 Teilnehmern. Die Bürger verlangten den Rücktritt der Regierung, freie Wahlen, die Beseitigung der innerdeutschen Grenze und sangen das Deutschlandlied. Die Ausrufung des Ausnahmezustands durch die sowjetische Besatzungsmacht beendete das Aufbegehren. 27 Aufständische, darunter das Streikkomitee, wurden verhaftet und hohe SED-Funktionäre abgesetzt, da sie sich der Situation nicht gewachsen gezeigt hätten. Hauptforderung der Streikenden im VEB Rheinmetall am 18. Juni war dann die Freilassung der Verhafteten. 300 Bauern verlangten auf einer Versammlung in Sömmerda am 17. Juni die Senkung des Abgabesolls, Rückgabe enteigneter Betriebe und freie Wahlen.
1989 lag die Einwohnerzahl bei über 24.000. Nach der Wende wurden das Büromaschinenwerk und die Ziegelproduktion stillgelegt. Aus dem zu DDR-Zeiten gegründeten Elektrotechnik-Kombinat Robotron entwickelte sich das heute bestehende Computerfertigungswerk von Fujitsu Technology Solutions (bis 2008 unter dem Namen Fujitsu Siemens Computers).
2005 gewann Sömmerda die Silbermedaille beim Bundeswettbewerb „Unsere Stadt blüht auf“.

### Eingemeindungen
Am 14. März 1974 erfolgte die Eingliederung von Wenigensömmern und Rohrborn. Am 6. Mai 1993 wurde Schallenburg eingemeindet, am 8. März 1994 folgten Frohndorf, Leubingen, Orlishausen, Tunzenhausen und Stödten, am 6. Juli 2018 folgte Schillingstedt.

### Einwohnerentwicklung

Einwohnerentwicklung

Entwicklung der Einwohnerzahl (ab 31. Dezember 1960):
| 1839 bis 1946 - 1839: 02.591 - 1890: 04.583 - 1905: 05.155 - 1910: 05.119 - 1933: 08.490 - 1939: 11.781 - 1946: 13.9321 | 1950 bis 1996 - 1950: 13.5682 - 1960: 13.811 - 1981: 22.821 - 1984: 23.455 - 1994: 24.902 - 1995: 24.454 - 1996: 23.897 | 1997 bis 2003 - 1997: 23.403 - 1998: 22.861 - 1999: 22.397 - 2000: 21.977 - 2001: 21.585 - 2002: 21.348 - 2003: 21.102 | 2004 bis 2010 - 2004: 21.010 - 2005: 20.770 - 2006: 20.671 - 2007: 20.435 - 2008: 20.262 - 2009: 20.005 - 2010: 19.786 | 2011 bis 2017 - 2011: 19.374 - 2012: 19.215 - 2013: 19.065 - 2014: 18.973 - 2015: 18.996 - 2016: 18.884 - 2017: 18.856 | ab 2018 - 2018: 19.034 - 2019: 18.947 - 2020: 18.886 - 2021: 18.717 - 2022: 19.156 - 2023: 19.323 |

 Datenquelle ab 1994: Thüringer Landesamt für Statistik
1 29. Oktober

2 31. August

## Politik

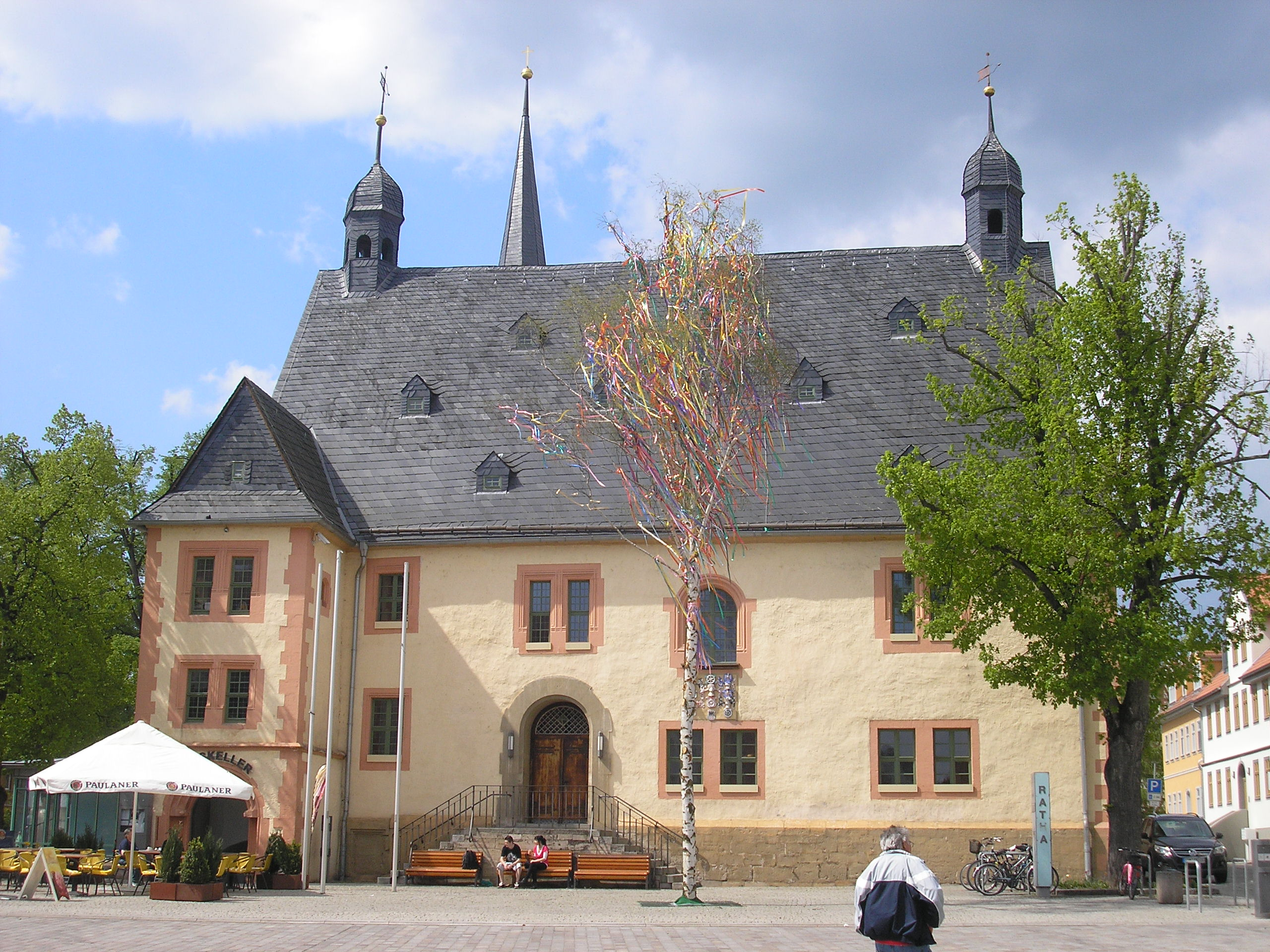
Rathaus Sömmerda

### Stadtrat
Die Kommunalwahl am 26. Mai 2024 führte bei einer Wahlbeteiligung von 60,1 % zu folgendem Ergebnis und der sich daraus ergebenden Sitzverteilung:
| Partei / Liste                        | Stimmenanteil | Sitze | +/− |
| CDU                                   | 30,5 %        | 7     | + 1 |
| AfD                                   | 25,8 %        | 6     | + 3 |
| Die Linke                             | 25,5 %        | 6     | − 2 |
| SPD                                   | 3,6 %         | 1     | ± 0 |
| Grüne                                 | 2,4 %         | 1     | − 1 |
| FDP                                   | 1,2 %         | –     | − 1 |
| Die Heimat (ehemals NPD)              | 0,7 %         | –     | –   |
| SBB (Sömmerdaer Bürgerbündnis)        | 6,0 %         | 2     | ± 0 |
| BIS (Bürgerinitiative Sömmerda e. V.) | 4,4 %         | 1     | ± 0 |

+/−: Unterschied zur Anzahl der Sitze nach der Wahl 2019
Jeweils eine gemeinsame Fraktion bilden die Stadtratsmitglieder von CDU (7 Mandate), der AfD (6 Mandate), der Linken (6 Mandate) und von Bündnis24 (SPD, Grüne, SBB sowie ein Fraktionsloser, ehemals BIS, 5 Mandate), sodass im Stadtrat vier Fraktionen vertreten sind. Stimmberechtigt ist neben den Stadtratsmitgliedern auch der Bürgermeister von Sömmerda.

### Bürgermeister

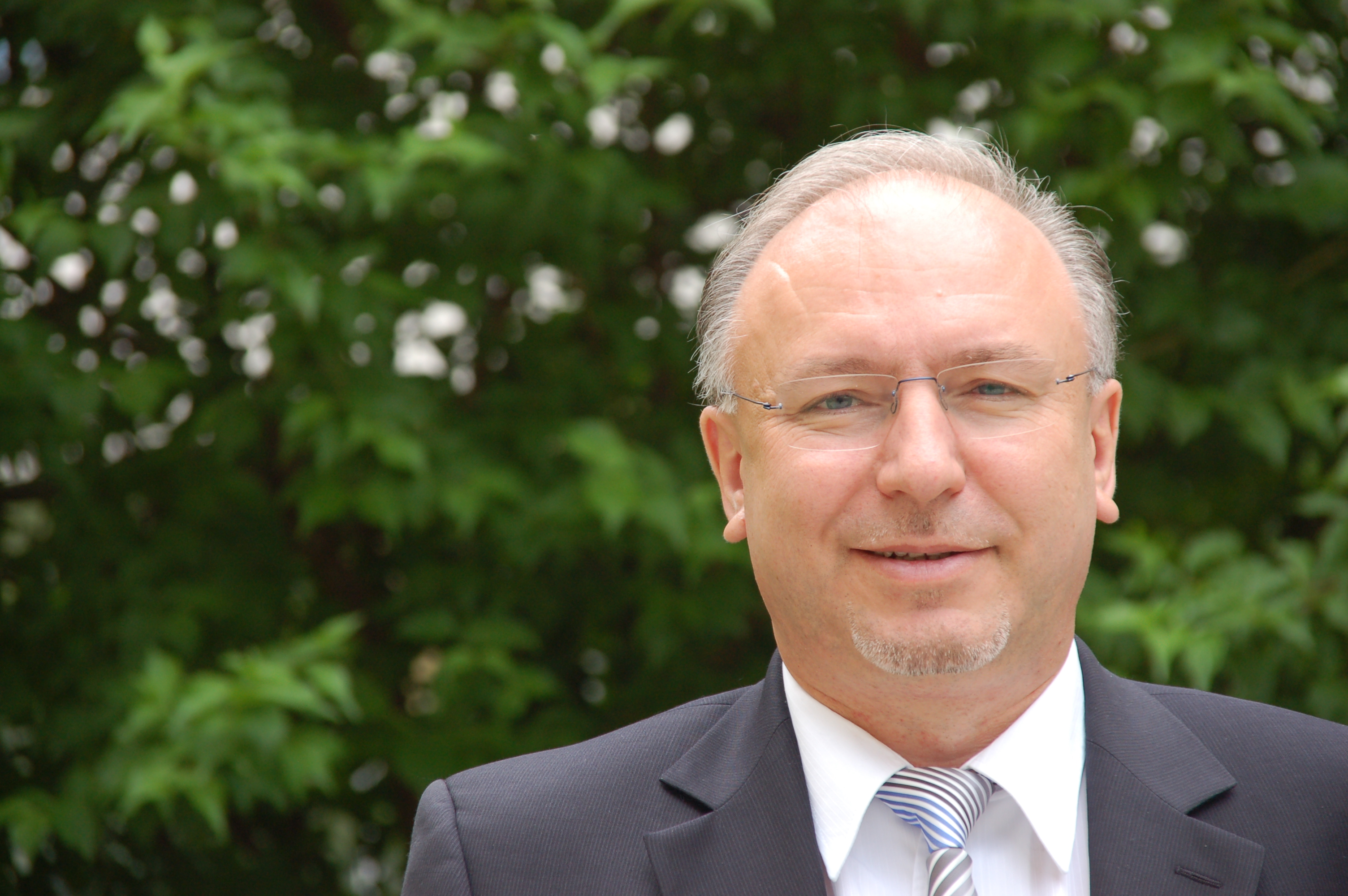
Ralf Hauboldt, amtierender Bürgermeister

Hauptamtlicher Bürgermeister ist seit 2012 Ralf Hauboldt (Die Linke). Er wurde zuletzt am 9. Juni 2024 mit 52,9 % der abgegebenen gültigen Stimmen im zweiten Wahlgang bestätigt.
Ehemalige Bürgermeister (seit 1994)
- 1994–2000: Erwin Bollinger (parteilos)
- 2000–2012: Hans-Wolfgang Flögel (zunächst PDS, später Die Linke)

### Wappen

Wappen von Sömmerda

Blasonierung: „Geteilt von Silber und Rot; oben ein schwarzer rotbezungter rechts blickender Adler, unten ein sechsspeichiges silbernes Rad.“
Bedeutung: Der Adler steht für das Königreich Preußen. Das Rad, welches das Erfurter Wappen zeigt, deutet auf die wechselvolle Geschichte Sömmerdas, da die Stadt mehrfach im Besitz der Stadt Erfurt war.

### Flagge
Die Flagge der Stadt Sömmerda ist gestreift von Rot und Silber (Weiß) und trägt das Stadtwappen.

### Städtepartnerschaften
- Böblingen, Baden-Württemberg seit 1988
- Kėdainiai, Litauen seit 1990

## Kultur und Sehenswürdigkeiten

### Museum
Seit 2005 befinden sich im ehemaligen Dreyse-Wohnhaus (heute Weißenseer Straße 15) das Historisch-Technische Museum sowie die Stadt- und Kreisbibliothek. Im Museum werden die industrielle Entwicklung der Stadt und das Leben des Johann Nicolaus von Dreyse dargestellt, der in diesem Haus lebte und arbeitete. Zum Grundstück gehören ein Innenhof und ein attraktiver Rosengarten, der 2005/2006 komplett neu im Stil des 19. Jahrhunderts gestaltet wurde.

### Bauwerke

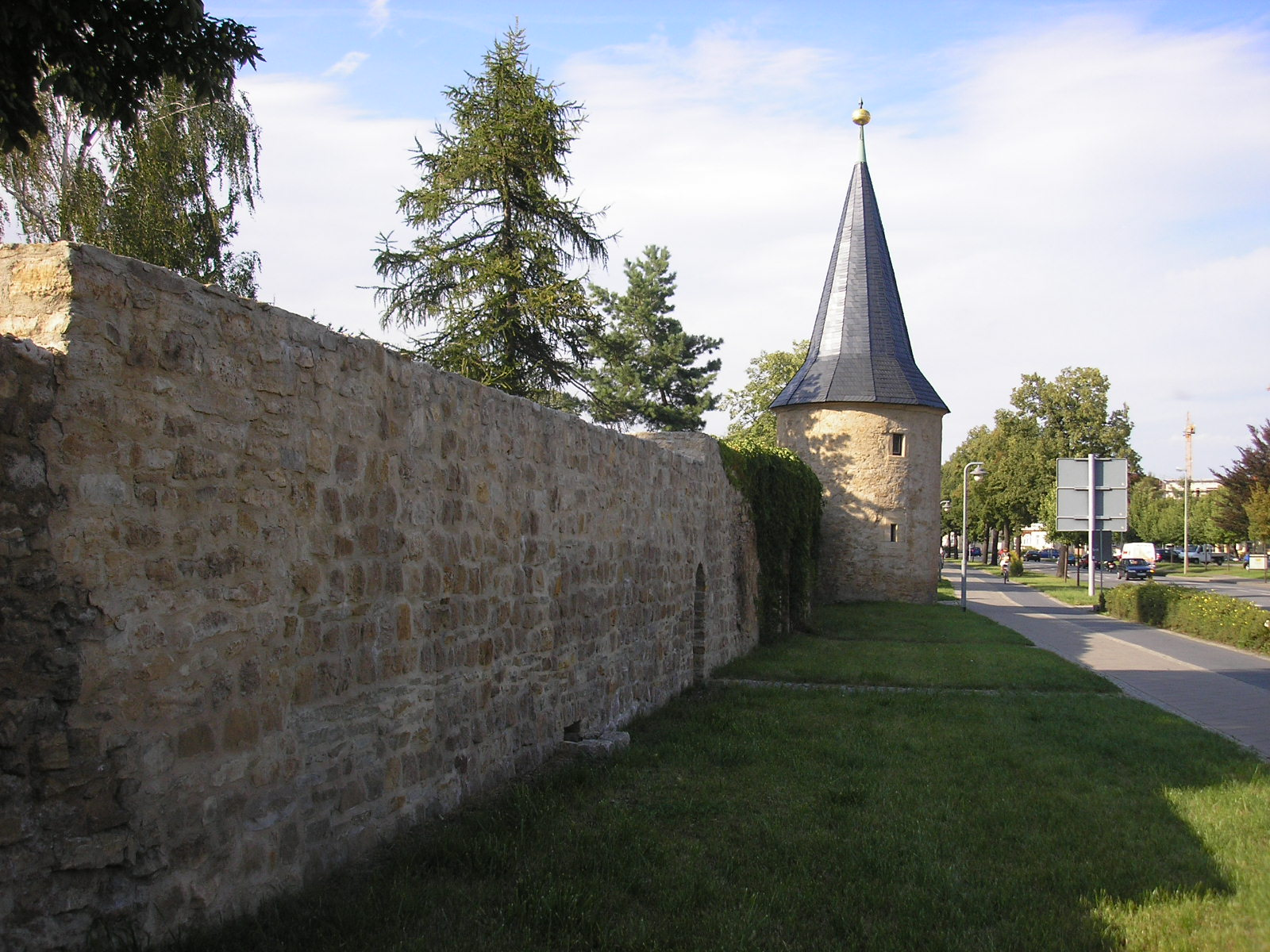
Stadtmauer

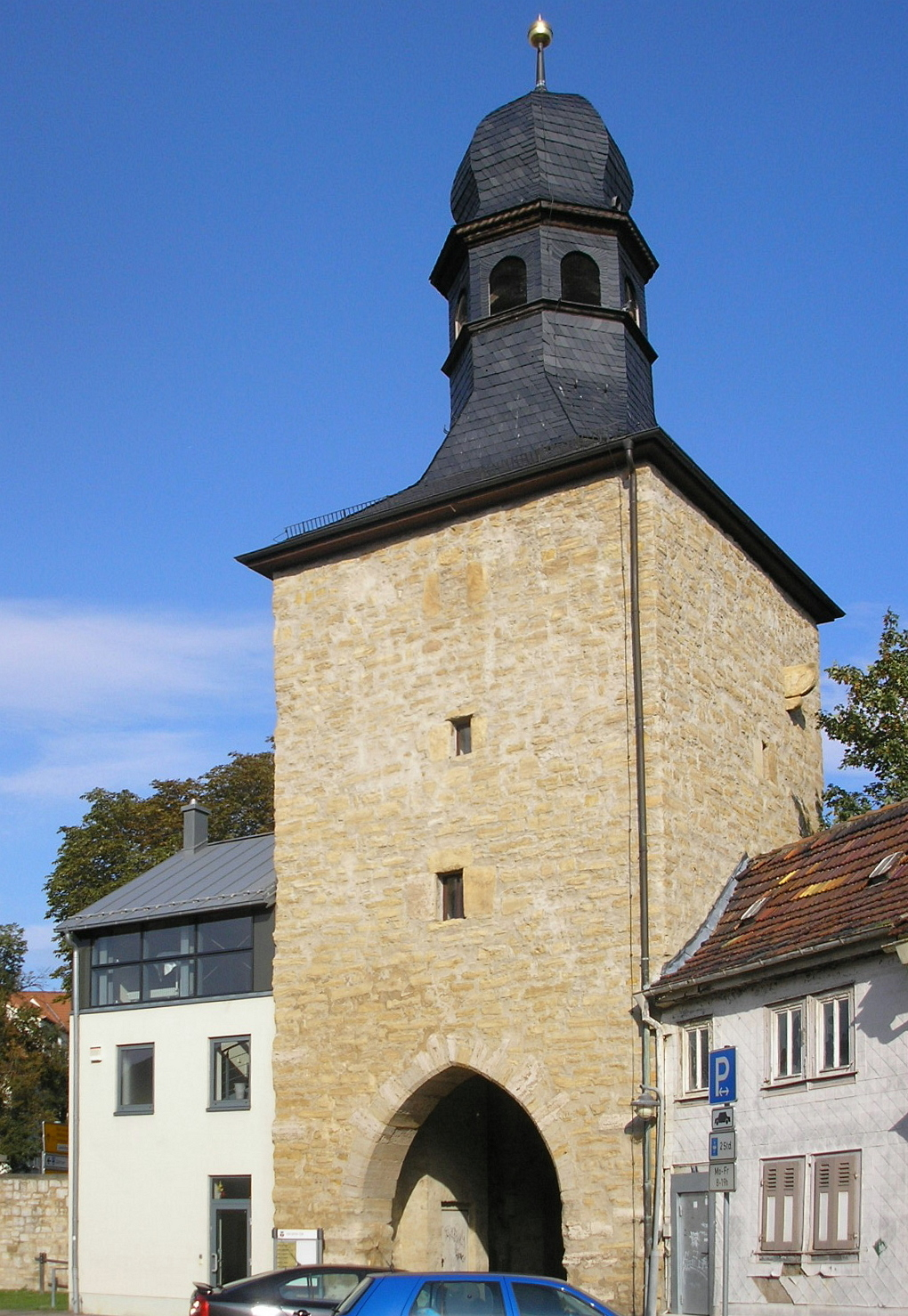
Erfurter Tor

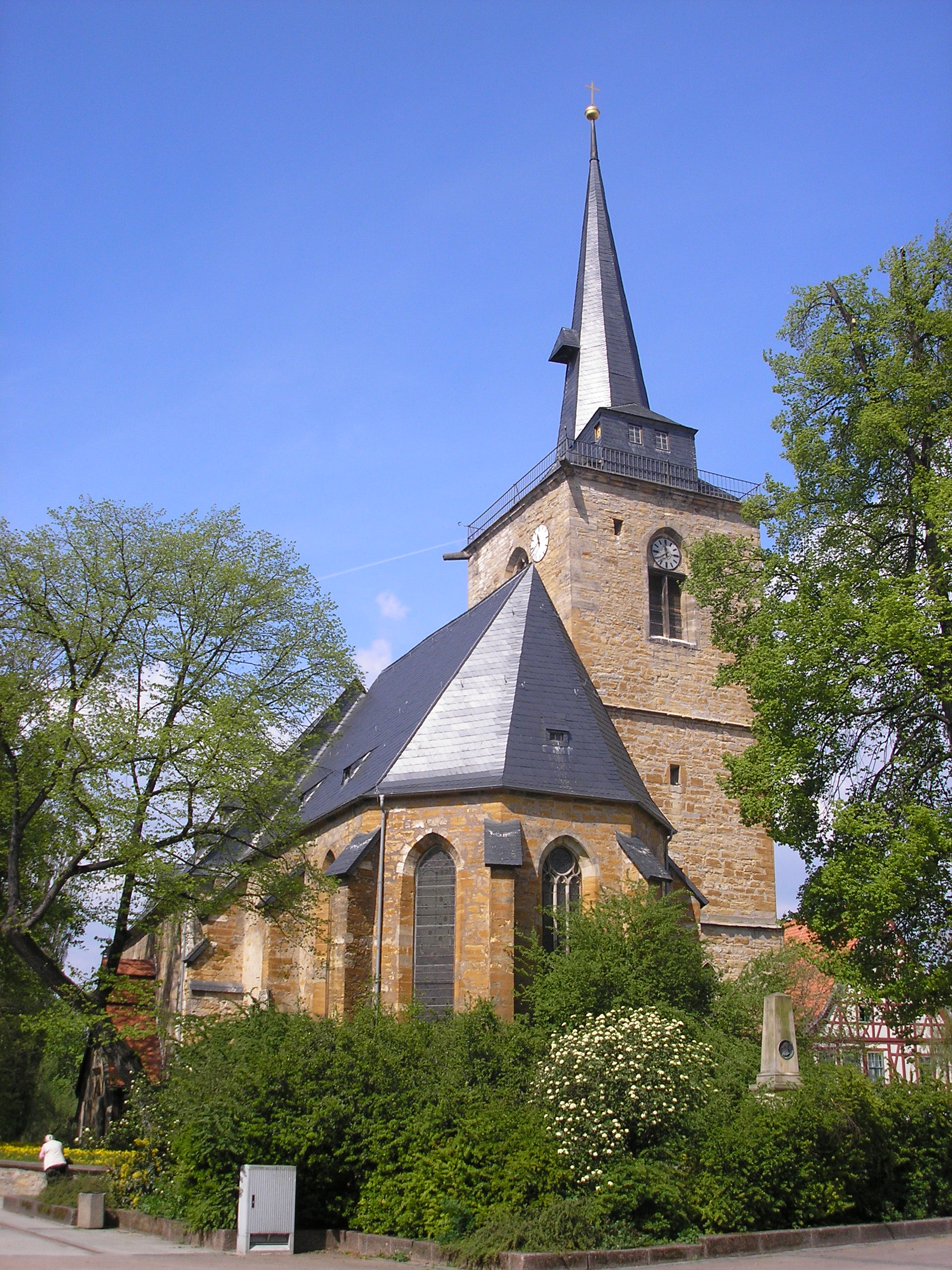
Stadtkirche St. Bonifatius

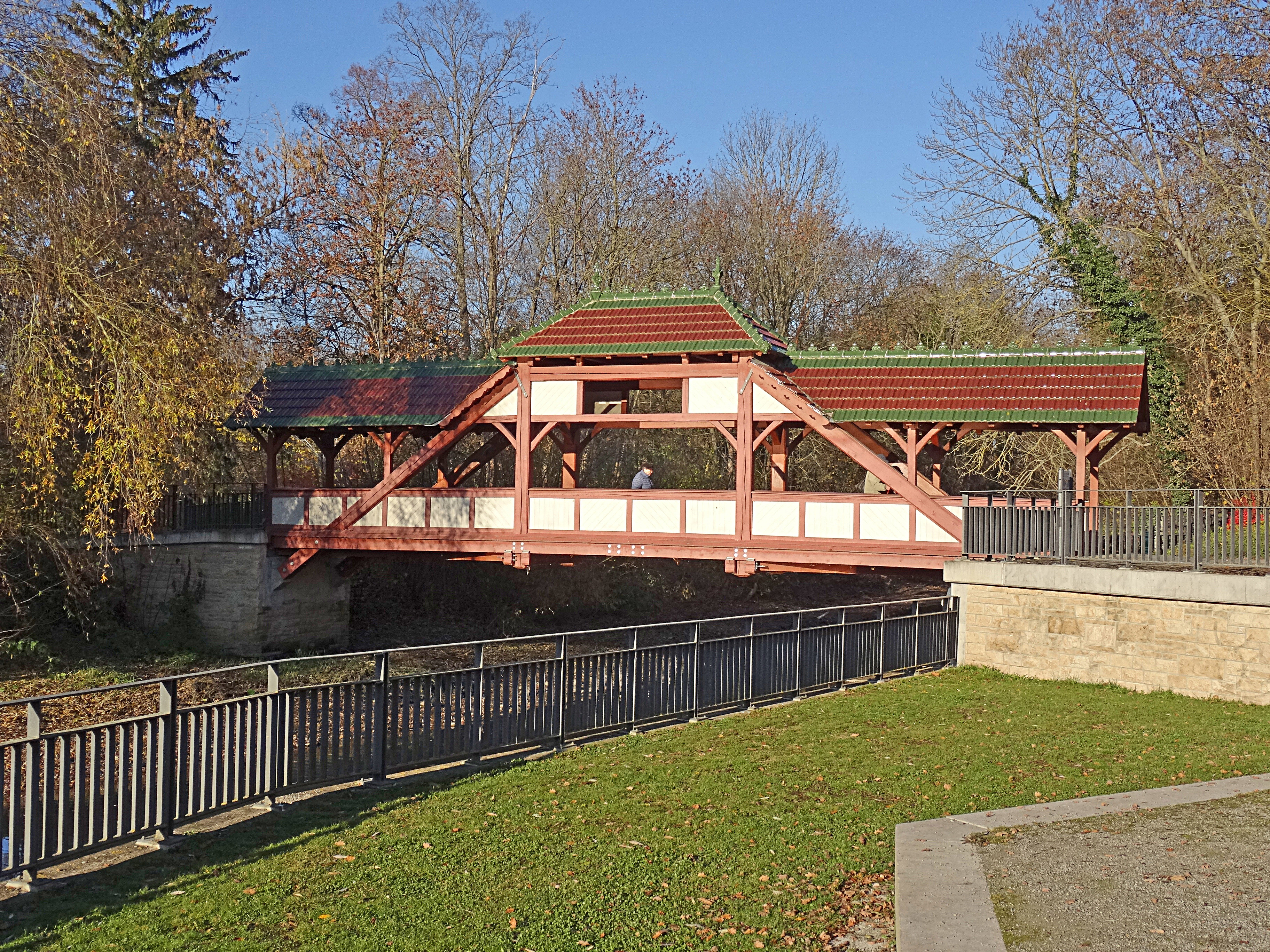
Stadtparkbrücke

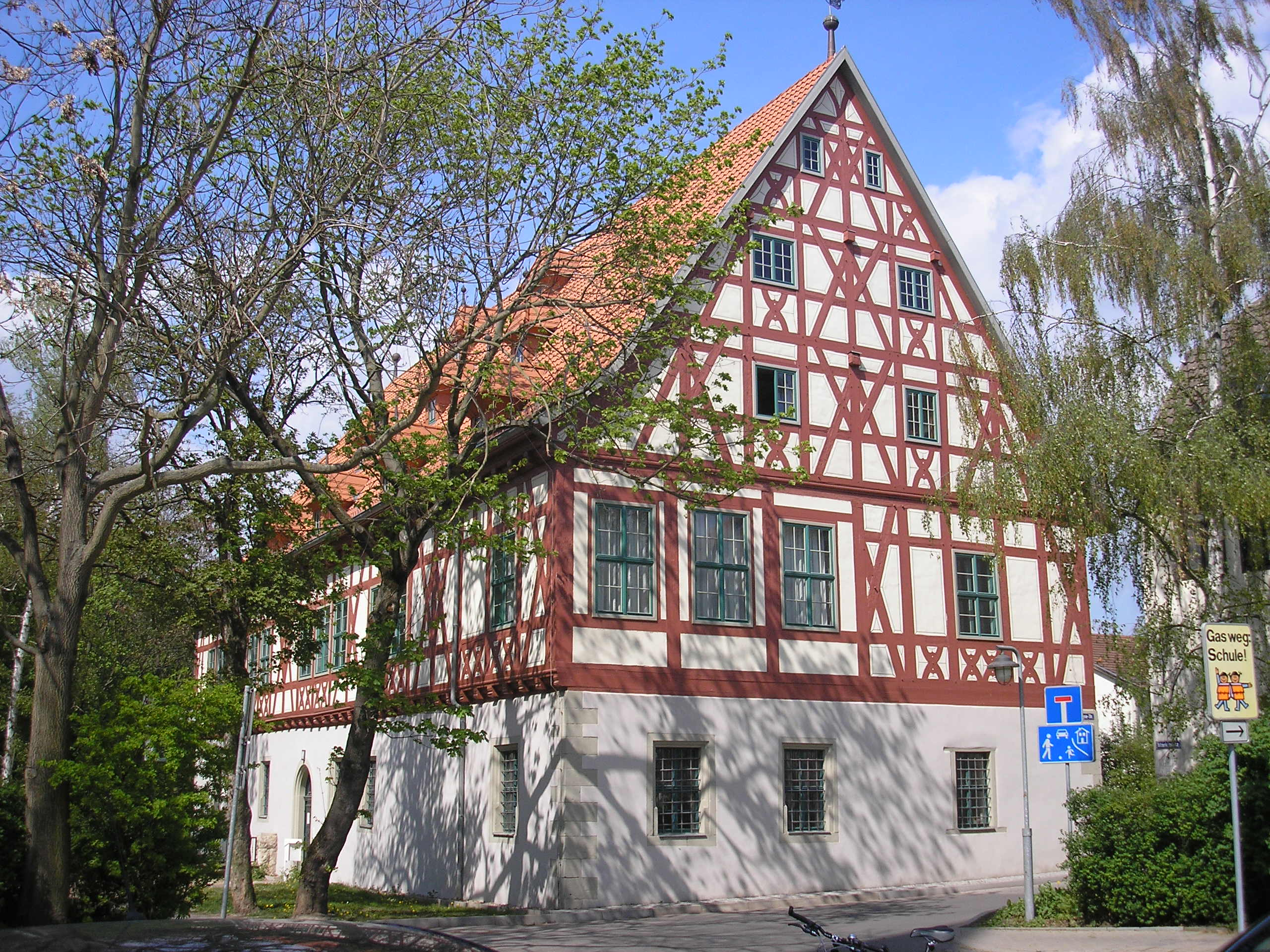
Pfarrhaus

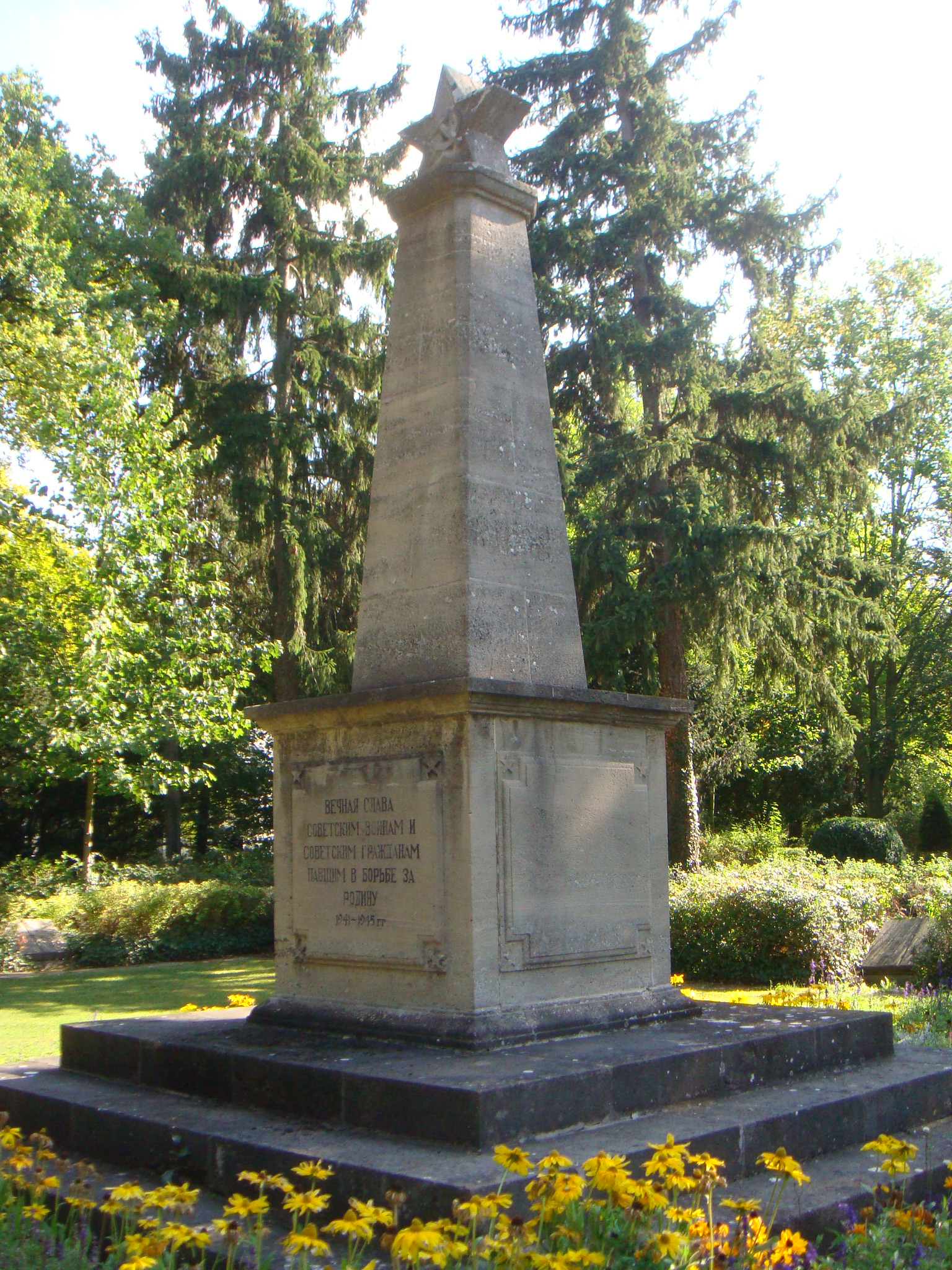
Sowjetisches Ehrenmal auf dem Friedhof

- Um 1368 Errichtung einer Ortsbefestigung bezeichnet als „mitliln Tor“. Ein Stadttor, das „Erfurter Tor“ von 1395, in dem sich seit 1977 ein Museum befindet, und sechs Stadtmauertürme sind heute noch erhalten. Das älteste Tor, das nicht mehr erhalten ist, datiert aus dem Jahre 1389 und wurde als „Wenigensömmersches Tor“ bezeichnet. Die Stadtmauer war insgesamt 1.300 m lang, 4 m hoch und 0,85 m dick. Sie entstand um 1600 mit fünf Toren und einer „Werrchenpforte“, einem einflügeligen Tor, während die anderen als Torhaus gebaut wurden.
- Die evangelische Stadtkirche Bonifatius. Der spätgotische, einschiffige Bau stammt aus der Zeit zwischen 1462 und 1567. In seiner Gruft wurden bis 1804 die Pfarrer und Bürgermeister der Stadt bestattet. Zum Inventar gehören neben der Barockorgel auch zwei vergoldete Altaraufsätze von 1491. Der Turm ist ein quadratischer Chorflankenturm.
- Das Pfarrhaus der Bonifatiuskirche an der Nordseite des Marktplatzes ist ein stattlicher, seit 1993 sanierter Fachwerkbau. Er wurde 1589 als Amtshaus errichtet und 1792 von der evangelischen Kirche als Pfarrhaus erworben.
- Ebenfalls an der Nordseite des Marktplatzes steht das Geburtshaus von Christian Gotthilf Salzmann. Ein Denkmal vor der Bonifatiuskirche erinnert an ihn.
- In der Langen Straße in Marktnähe befindet sich das Geburtshaus von Johann Nicolaus Dreyse.
- Die evangelische Kirche St. Petri und Pauli liegt südlich der Bonifatiuskirche. Um sie bildete sich im Mittelalter ein zweiter Siedlungskern, der ebenfalls mit in die Stadtummauerung einbezogen wurde. Diese Kirche ersetzte 1685 einen Vorgängerbau von 1400, der heutige Kirchturm wurde erst 1716 vollendet.
- Die katholische Pfarrkirche St. Franziskus entstand als nach Norden ausgerichteter Hallenbau mit Südturm 1893 im Stil der Neogotik. Damit ersetzte sie einen Vorgängerbau, der als Fachwerkkirche ausgeführt war und 1862 errichtet wurde. Zum Inventar dieser Kirche gehört eine Mondsichelmadonna, die um 1490 in Süddeutschland entstand.
- Das Rathaus am Markt ist ein Renaissancebau von 1539. Der umgebende Marktplatz und die Marktstraße wurden zwischen 1967 und 1975 neu gestaltet. Die alte Randbebauung wurde dabei abgebrochen und durch viergeschossige Wohnbauten im zeitgenössischen Stil ersetzt. Die Entwürfe hierzu stammten von den Architekten Wagner und Steinecke.
- In der Lohmühle, etwa Ende des 19. Jahrhunderts im neoklassizistischen Stil errichtet, wurde noch bis in die 1950er Jahre Getreide gemahlen. Direkt daran schließt sich die Dreysemühle an.
- Im Industriepark wurde 1917 ein 35 m hoher Wasserturm errichtet, der zur Versorgung der Rheinmetall Borsig AG diente. Er ist neben dem Erfurter Tor ein Wahrzeichen der Stadt.
- Die 1904 errichtete Stadtparkbrücke verbindet die Altstadt mit dem ein Jahr zuvor angelegten Stadtpark. Die überdachte Holzbrücke führt über den von der Unstrut abgezweigten Mühlgraben.
- Sehenswert ist darüber hinaus die Gartenbergsiedlung im Norden der Stadt, die zwischen 1914 und 1918 im Stil einer Gartenstadt errichtet wurde.

### Parks
- Stadtpark
- Martinipark (zu DDR-Zeiten Ziegeleipark)
- Park an der Villa Kronbiegel-Collenbusch (zu DDR-Zeiten Kulturpark)

### Regelmäßige Veranstaltungen
- Frühlingsfest
- Parkfest, Stadtfest in der Festwoche (Juni)
- Sömmerdaer Rafting auf dem Unstrut-Wildwasserkanal (September): Seit 1992 entwickelte sich das von der Lokalredaktion der Thüringer Allgemeinen und dem Kanu-Club Sömmerda auf dem Wildwasserkanal veranstaltete Rafting zu einer begehrten Veranstaltung mit ständig steigender Teilnehmerzahl.
- Sömmerdaer Kulturtage

### Sport
Bekanntester Sportverein der Stadt ist der Fußballverein FSV Sömmerda.
- Sportanlage Kurt-Neubert-Sportpark Fichtestraße
- Unstruthalle, Drei-Felder-Halle
- Kanukanal Sömmerda

### Geschichtsdenkmale
Im Jahre 1921 wurde auf dem städtischen Friedhof auf Betreiben der Sozialdemokraten ein Denkmal aus Tuffstein errichtet und mit einer bronzenen Gedenktafel versehen, die an 1919 sowie 1920 im Kapp-Putsch ermordeten Arbeiter erinnert.
Auf dem städtischen Friedhof an der Kölledaer Straße erinnert ein Ehrenhain mit einem Obelisken an 123 Kriegsgefangene aus der Sowjetunion, die Opfer der Zwangsarbeit wurden. Dazu kamen 38 Kriegsgefangene aus mehreren anderen Ländern. In der Uhlandstraße wurde 1984 eine Gedenkstele an den Todesmarsch von KZ-Häftlingen aus Buchenwald aufgestellt.
1948 wurde ein von Wilhelm Wandschneider stammendes Dreyse-Denkmal mit dem Erfinder Dreyse und einem Soldaten beseitigt, das gleichzeitig ein Denkmal zur Erinnerung an die Kriege 1864, 1866 und 1870/71 war. Nur der Sockel und ein Kopffragment von Dreyse sind erhalten.
Aufmerksame Fußgänger werden in Sömmerda am Anger 1 und im Ortsteil Wenigensömmern Stolpersteine im Gehweg entdecken.

## Wirtschaft und Infrastruktur

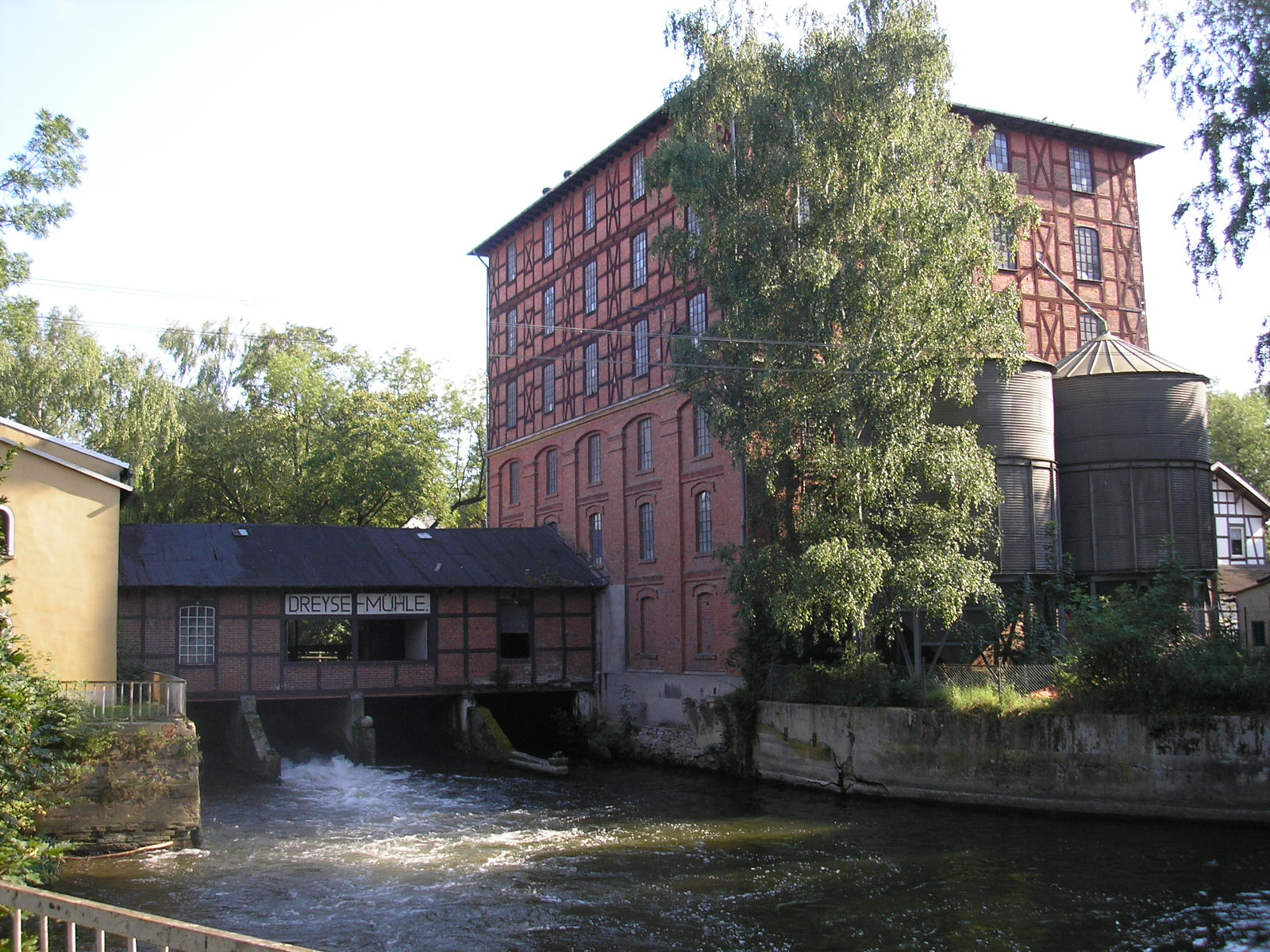
Dreysemühle in der Altstadt

Der wichtigste Wirtschaftszweig Sömmerdas ist die Elektroindustrie. Im 20. Jahrhundert war Sömmerda das Arbeitszentrum der Firma Rheinmetall-Borsig AG. Zu DDR-Zeiten war hier das Kombinat Robotron – später unter dem Namen Büromaschinen AG – angesiedelt. Als dessen Nachfolger kann das heutige Werk zur Herstellung von PC und Notebooks des Unternehmens Fujitsu Technology Solutions angesehen werden. Ebenfalls in Sömmerda ansässig ist der Automobilzulieferer Trimet Aluminium AG. CTDI, ein US-amerikanischer Dienstleister für die Kommunikationsindustrie, betreibt in Sömmerda einen Standort mit 300 Mitarbeitern (Stand: 2021).
Außerdem gibt es verschiedene Unternehmen, die landwirtschaftliche Produkte aus der Umgebung verarbeiten. Zwischen 1930 und Mitte der 1980er-Jahre wurde in Sömmerda das Mineralwasser Amalienbrunnen abgefüllt, danach verunreinigte sich jedoch die Quelle, so dass die Produktion eingestellt wurde.

### Medien
In Sömmerda erscheint die Thüringer Allgemeine mit einer Lokalausgabe für den Landkreis Sömmerda. Ebenfalls in Sömmerda erscheint die Schachzeitschrift Rochade Europa.

### Öffentliche Einrichtungen
- Amtsgericht Sömmerda
- KMG Klinikum Sömmerda[14][15][16]
- Kreishandwerkerschaft
- Landratsamt
- Landwirtschaftsamt

### Bildung
- Staatliche Grundschule „A. Diesterweg“
- Staatliche Grundschule „Lindenschule“
- Evangelische Grundschule Sömmerda
- Staatliche Regelschule „Albert Einstein“
- Staatliche Regelschule „Ch. G. Salzmann“
- Staatliches Gymnasium „Albert Schweitzer“
- Staatlich anerkannte Förderschule „Finneck-Schule“
- Förderzentrum „Rothenbachschule“
- Staatliche Berufsbildende Schule Sömmerda
- Kreisvolkshochschule Sömmerda
- Städtische Musikschule „Wilhelm Buchbinder“
- Thüringer Ludothek Sömmerda
- BDZ Sömmerda gGmbH

## Verkehr

### Schienenverkehr

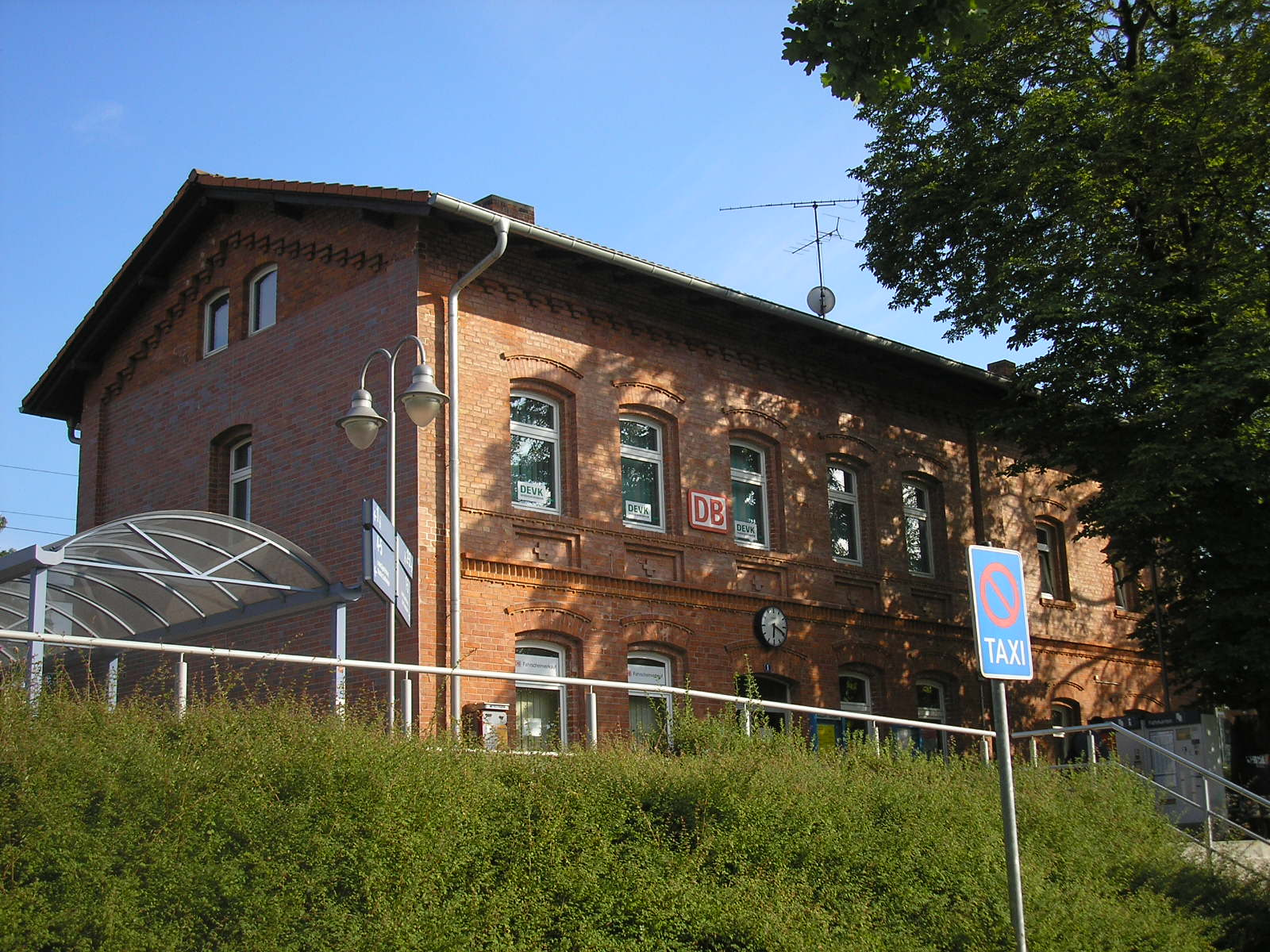
Bahnhofsgebäude des Bahnhofs Sömmerda

Seinen Bahnanschluss erhielt Sömmerda 1881 mit der Bahnstrecke Sangerhausen–Erfurt, die heute elektrifiziert ist. Eine zweite Eisenbahnstrecke durch Sömmerda ist die im Jahre 1874 eröffnete Pfefferminzbahn, die im Westen nach Straußfurt, im Osten nach Kölleda und Großheringen führt. Am Kreuzungspunkt der beiden Strecken liegt der Bahnhof Sömmerda, welcher der einzige Turmbahnhof Thüringens ist. Der Personenverkehr auf dem westlichen Streckenabschnitt der Pfefferminzbahn zwischen Straußfurt und Sömmerda wurde 2007 eingestellt, der auf dem östlichen Streckenabschnitt zwischen Buttstädt und Großheringen folgte 2017.
Im Fahrplanjahr 2025 verkehren in Sömmerda folgende Linien:
- RE 10 Erfurt–Sömmerda–Sangerhausen–Güsten–Magdeburg (zweistündlich im Wechsel mit RB 59) (Start Deutschland GmbH)[17]
- RB 59 Erfurt–Sömmerda–Sangerhausen (zweistündlich im Wechsel mit RE 10) (Abellio Rail Mitteldeutschland)
- RB 27 Sömmerda–Buttstädt (zweistündlich) (Erfurter Bahn)

### Busverkehr
Der innerstädtische und regionale Busverkehr erfolgt durch die Verwaltungsgesellschaft des ÖPNV Sömmerda, wobei die Linie 243 als Stadtbuslinie fungiert.

### Straßenverkehr
Sömmerda liegt an der B 176, die Straußfurt im Westen mit Kölleda im Osten verbindet. Sömmerda ist an die A 71 angeschlossen, die Schweinfurt im bayerischen Unterfranken über den Thüringer Wald und Erfurt mit Sangerhausen verbindet. Dadurch ist eine zügige Anbindung der Stadt an den Raum Halle gegeben.

### Flugverkehr
Ein Verkehrslandeplatz liegt nordöstlich bei Sömmerda (EDBS), einen internationalen Flughafen findet man etwa 40 km südlich in Bindersleben bei Erfurt (EDDE).

### Fahrradverkehr
Sömmerda liegt am Unstrut-Radweg und am Mühlenwanderweg.

## Persönlichkeiten

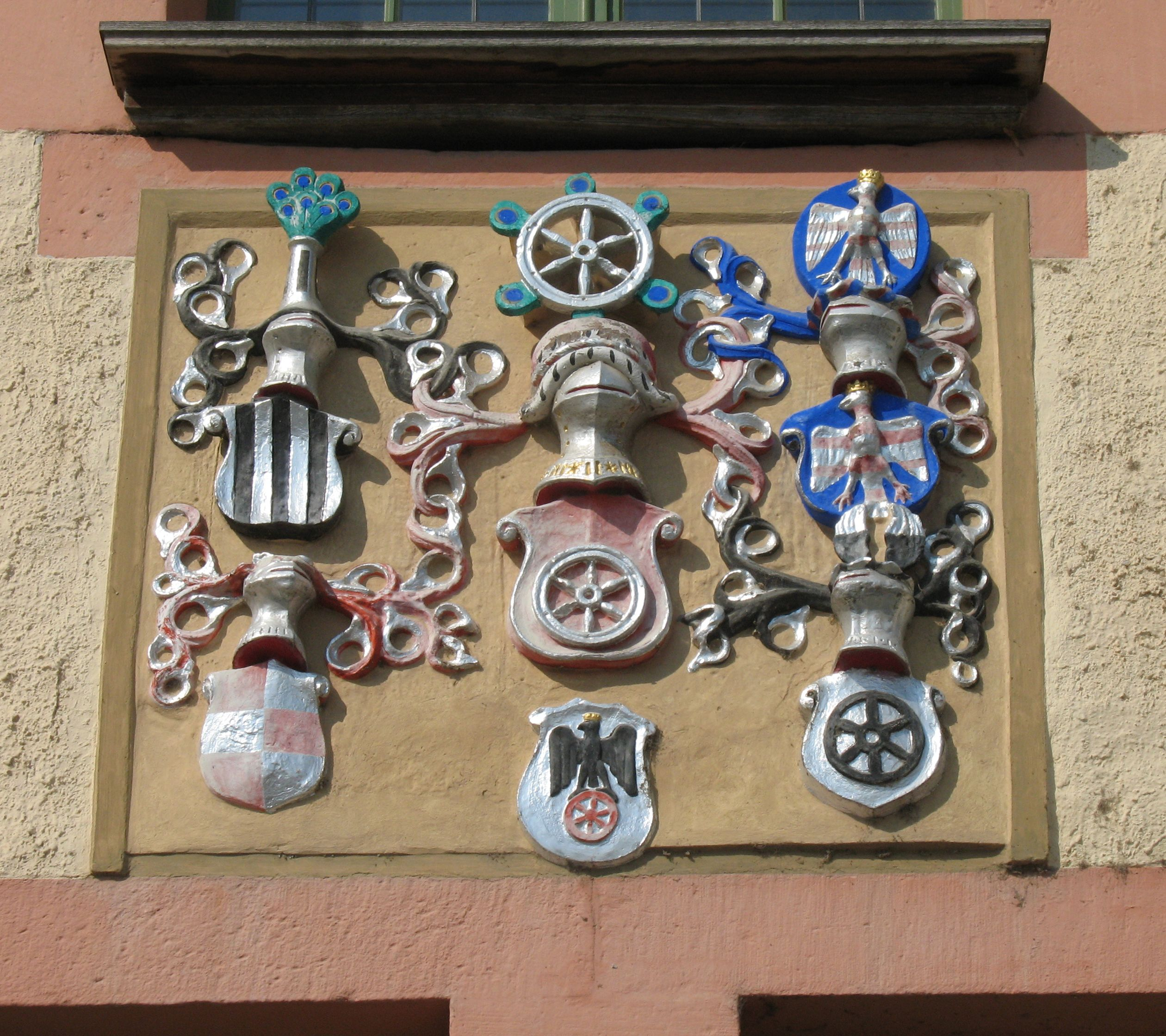
Wappen am Rathaus

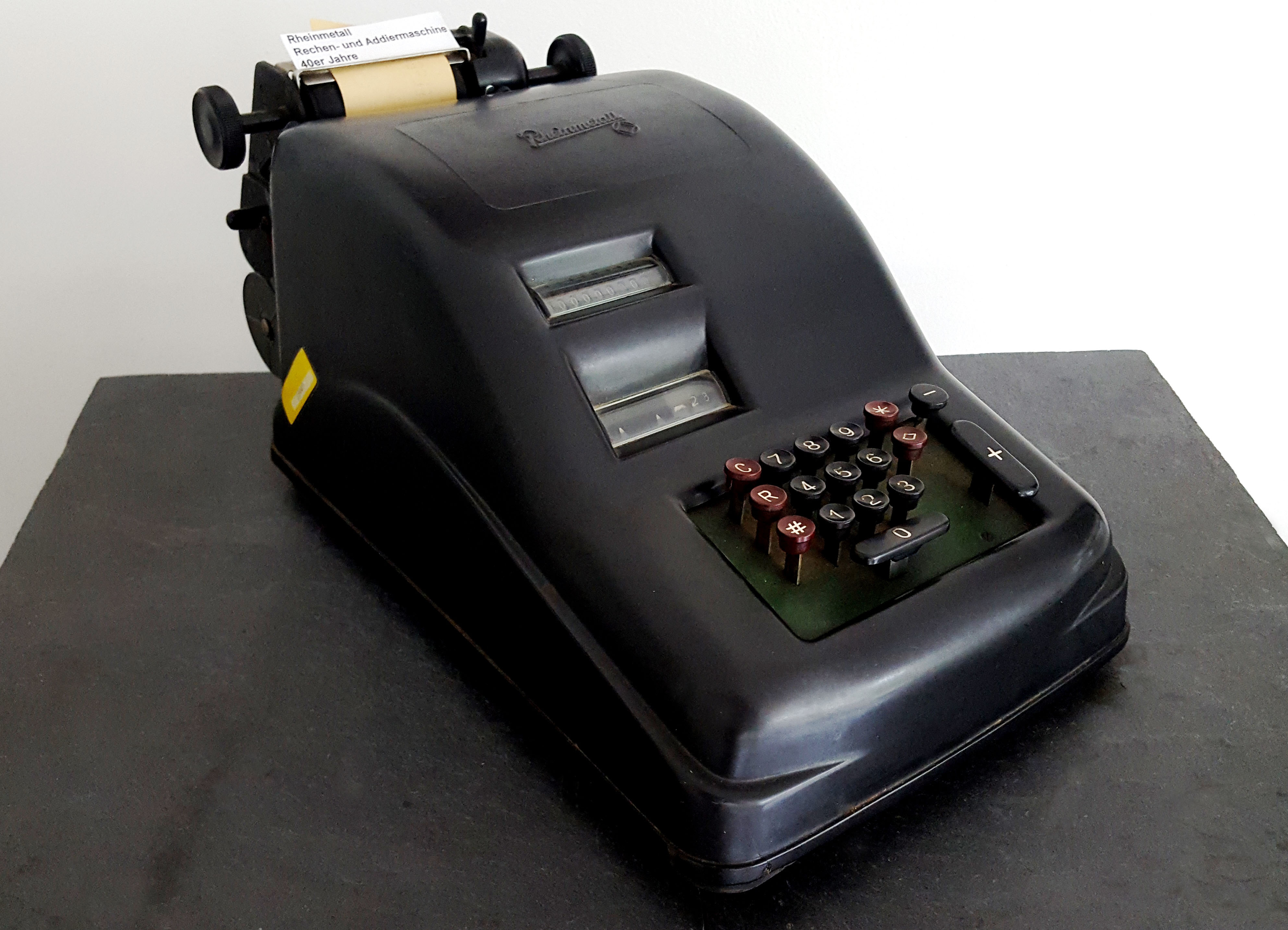
Rechen- und Addiermaschine, hergestellt von Fa. Rheinmetall

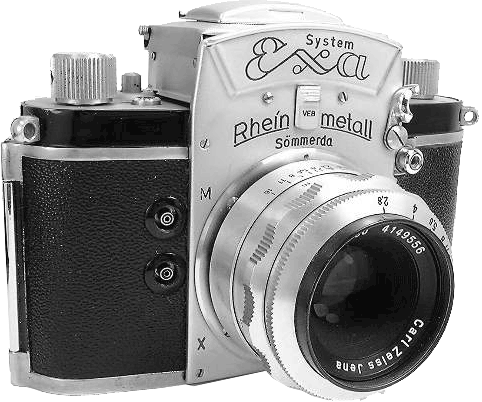
EXA Rheinmetall, die erste in Großserie produzierte SLR-Kamera (1953)

### Ehrenbürger
- Paul von Hindenburg (1847–1934), Generalfeldmarschall[18]
- Gustav Enzmann, Bürgermeister (1890–1917), 1916 zum Ehrenbürger ernannt

### Töchter und Söhne des Ortes und Personen mit Bezug zu Sömmerda
- Johann Peschel (um 1535–1599), Pfarrer in Orlishausen, Autor der „Gartenordnung 1597“, des ältesten europäischen Gartenkunstbuchs
- Michael Altenburg (1584–1640), Theologe und Komponist, Pastor in Sömmerda
- Ernst Christoph Barchewitz (1687–1758), Offizier der Niederländischen Ostindien-Kompanie
- Johann Christian Ernesti (1695–1769), Theologe, Pastor in Frohndorf
- Christian Gotthilf Salzmann (1744–1811), evangelischer Pfarrer und Pädagoge
- Johann Nicolaus von Dreyse (1787–1867), Konstrukteur, Erfinder und Unternehmer
- Georg Friedrich Carl Kölling (1825–1872), Bildhauer
- Franz von Dreyse (1854–1913), Landrat
- Gustav Reischel (1858–1932), Pädagoge und Wüstungsforscher
- Arnold Paulssen (1864–1942), Politiker (DDP), erster leitender Staatsminister (Ministerpräsident) des Landes Thüringen
- Gottfried Daume (1867–1938), evangelischer Pfarrer und Heimatforscher
- Carl Bergmann (1874–1935), Bankier und Unterstaatssekretär
- Kurt Neubert (1878–1920), Tierarzt und Kämpfer gegen den Kapp-Putsch
- Otto Lange (1878–1956), Volksschullehrer, Kunstmaler[19]
- Berthold Stölzer (1881–1943), Bildhauer
- Louis Stange (1888–1971), Ingenieur und Waffenkonstrukteur bei Rheinmetall-Sömmerda
- Fritz Paschold (1888–1972), Land- und Reichstagsabgeordneter (NSDAP)
- Gustav Tauschek (1899–1945), Pionier der Informatik, entwickelte bei Rheinmetall in Sömmerda das erste vollständige Lochkarten-Buchhaltungs-System
- Erich Heyl (1909–1981), KPD- und SED-Funktionär
- Werner Jacobs (1913–2007), katholischer Theologe, Pfarrer in Sömmerda
- Rolf Hiersche (1924–1996), Linguist
- Erich Pätzold (* 1930), Politiker (SPD), ehemaliger Berliner Senator für Inneres sowie für Gesundheit und Umweltschutz
- Gerd Fesser (* 1941), deutscher Historiker
- Wolfgang Dreysse (* 1947), Bildhauer
- Walter Hofmann (* 1949), Kanute, Olympiasieger im Kanuslalom
- Fred Marhenke (* 1950), Judoka
- Peter Albach (* 1956), Politiker (CDU)
- Andreas Letz (* 1962), Gewichtheber
- Veit Wank (* 1963), Sportwissenschaftler
- Thomas Linke (* 1969), Fußballspieler
- Cathlen Gawlich (* 1970), Schauspielerin und Synchronsprecherin
- Hagen Schmidt (* 1970), Fußballtrainer und -spieler
- Peter Kleine (* 1972), Oberbürgermeister von Weimar
- Andreas Német (* 1973), Kinderbuchillustrator
- Katja Gerber (* 1975), Judoka
- Christian Karl (* 1978), Landrat des Landkreises Sömmerda
- Maria Groß (* 1979), Köchin, mit Michelin-Stern ausgezeichnet
- Elisabeth Mengel-Stähle (* 1982), Politikerin (AfD)
- Dirk Orlishausen (* 1982), Fußballspieler
- Robert Paul (* 1984), Fußballspieler
- Lea Sophie Barth (* 1998), Kanutin

## Sonstiges
Sömmerda liegt im Verbreitungsbereich der zentralthüringischen Mundart, die zu den thüringisch-obersächsischen Mundarten zählt.